# Acarna rostrifera
Acarna rostrifera är en insektsart som beskrevs av Stsl 1863. Acarna rostrifera ingår i släktet Acarna och familjen Lophopidae. Inga underarter finns listade i Catalogue of Life.